# Assemetquagan (canton)
Pour les articles homonymes, voir Assemetquagan.
Assemetquagan est un canton canadien de l'Est du Québec situé dans la région administrative du Bas-Saint-Laurent dans la vallée de la Matapédia.  Il fut proclamé officiellement le 5 mai 1882.  Il couvre une superficie de 31 770 hectares.

## Toponymie
Le toponyme Assemetquagan est d'origine micmaque et a pour signification « cours d'eau qui apparait après une courbe ».  Le canton partage son toponyme avec la rivière Assemetquagan.